# 阮福綿寀
阮福綿寀（越南语：／；1829年1月5日—1864年9月22日），越南阮朝明命帝第四十四子，生母宮人潘氏員。
明命九年十二月初一日（1829年1月5日），阮福綿寀在順化皇城出生。嗣德三年（1850年）正月，受封為西寧郡公（越南语：／）。嗣德十七年八月二十二日（1864年9月22日），阮福綿寀去世，壽三十七歲，賜諡端毅。葬於承天府香水縣安舊總安舊社，建祠於香水縣居正總楊春上社。

## 子女
阮福綿寀有4子1女。後裔按御賜毛字部起名。
- 二子阮福洪𣬿，襲封畿外侯，尋因罪奪爵。
- 四子阮福洪𣭜，襲封佐國卿，後晉封為西寧亭侯。